# Rhynie, Skottland
Rhynie är en ort i Storbritannien.   Den ligger i kommunen Aberdeenshire och riksdelen Skottland, i den norra delen av landet, 700 km norr om huvudstaden London. Rhynie ligger 186 meter över havet och antalet invånare är 333.
Terrängen runt Rhynie är huvudsakligen kuperad, men österut är den platt. Rhynie ligger nere i en dal. Runt Rhynie är det ganska glesbefolkat, med 31 invånare per kvadratkilometer. Närmaste större samhälle är Huntly, 13,1 km norr om Rhynie. I omgivningarna runt Rhynie växer i huvudsak blandskog.